# Peter Simon Pallas
Peter Simon Pallas (født 22. september 1741, død 8. september 1811) var en tysk zoolog, botaniker og geograf. I 1767 blev han inviteret til Sankt Petersborg af zarina Katharina 2. af Rusland for at blive professor dér, og han ledte ekspeditioner til Sibirien og det sydlige Rusland.